# داش‌آلمالو
داش‌آلمالو یکی از روستاهای استان آذربایجان شرقی است که در دهستان ینگجه
بخش حومه واقع شده‌است.این روستا در جنوب روستای مجارشین قرار گرفته است.این روستا ۷۸۸ نفر جمعیت دارد.